# Je suis supporter du Standard
Pour plus de détails, voir Fiche technique et Distribution.
Je suis supporter du Standard est une comédie franco-belge réalisée par Riton Liebman, sortie en 2013.

## Synopsis
Milou, la quarantaine et toujours célibataire, est - bien que bruxellois - un supporter fanatique du club de football le Standard de Liège.

Il travaille comme moniteur dans l'auto-école de son oncle, lequel lui présente Martine, une nouvelle élève. Entre Milou et Martine, une attirance naturelle se fait jour : le début d'une belle histoire entre les deux, malgré l'aversion prononcée de Martine pour le football ?

## Fiche technique
- Titre : Je suis supporter du Standard
- Réalisation : Riton Liebman
- Scénario : Riton Liebman et Gabor Rassov
- Directeur de la photographie : Frédéric Noirhomme
- Montage : Chantal Hymans
- Musique : Rob et Bruno Hovart
- Producteur : Julien Berlan
  - Coproducteur : Lauranne Bourrachot, Marco Cherqui, Philippe Kauffmann et Vincent Tavier
- Production : 1.85 Films, La Parti Production et Chic Films
  - Coproduction : BeTV, RTBF Bruxelles et Versus Production
- Distribution : Urban Distribution
- Pays :  France,  Belgique
- Genre : comédie
- Durée : 1 h 30
- Sortie :
  - France : 29 mai 2013

## Distribution
- Riton Liebman : « Milou » (Maurice)
- Léa Drucker : Martine
- David Murgia : « Looping », le meilleur ami de Milou
- Samir Guesmi : Lakdar, des AA
- Guy Staumont : M. Raymond
- Michèle Moretti : la mère de Milou
- Jackie Berroyer : Jacky, l'oncle de Milou
- Helena Noguerra : elle-même
- Fabio Zenoni : Jean-Pierre, le frère de Milou
- Laurence Bibot : Mme Dalk
- Michelangelo Marchese : Max
- Nicolas Buysse : le nouveau moniteur
- Ingrid Heiderscheidt : la conseillère
- John Dobrynine : le pédicure
- Serge Larivière : le type qui parle
- Isabelle de Hertogh : l'infirmière
- Philippe Résimont : l'inspecteur auto-école
- Denis Mpunga : le psy
- Koen Jansen : le Steward flamand
- Marc Zinga : le joueur de foot
- Carmela Locantore : Fanchon